# Juan Salvador (cantautor)
Juan Salvador Fulladosa Morales (Oaxaca de Juárez, México, 1949-ibíd., 27 de enero de 2017), conocido artísticamente como Juan Salvador, fue un compositor, guitarrista, cantante, narrador e investigador mexicano del género de la trova que también incursionó en la pintura.

## Composiciones
Habiendo iniciado su carrera artística en la década de 1970, publicó ocho producciones musicales. Destacó por composiciones como "Hoy comí con el abuelo", "Lluvia de mí mismo" y "Al doblar la esquina".

## Exposiciones pictóricas
- De músico, dibujo y loco

## Festivales
Participó en varios festivales internacionales: Belgrado, 1987; Madrid, 1988, y Milán, 1990.